# Modern Day Drifter
Modern Day Drifter è il secondo album in studio del cantante statunitense Dierks Bentley, pubblicato nel 2005.

## Tracce
1. Lot of Leavin' Left to Do – 4:32 (Deric Ruttan, Brett Beavers, Dierks Bentley)
2. Come a Little Closer – 4:42 (B. Beavers, Bentley)
3. Cab of My Truck – 3:39 (B. Beavers, Mark Nesler, Bentley)
4. Settle for a Slowdown – 3:43 (B. Beavers, Tony Martin, Bentley)
5. Domestic, Light and Cold – 4:00 (B. Beavers, Bentley)
6. Good Things Happen – 3:45 (Jamie Hartford)
7. Down on Easy Street – 3:30 (B. Beavers, Steve Bogard, Bentley)
8. So So Long – 3:24 (B. Beavers, Jim Beavers, Bentley)
9. Modern Day Drifter – 4:10 (John Scott Sherrill, Wyatt Easterling)
10. Good Man Like Me – 3:07 (Del McCoury)
11. Gonna Get There Someday – 4:14 (B. Beavers, Ruttan, Bentley)